# Maximilian Liebenwein
Maximilian Liebenwein (* 11. April 1869 in Wien, Österreich-Ungarn; † 17. Juli 1926 in München) war ein österreichisch-süddeutscher Maler, Grafiker und Buchillustrator zwischen Impressionismus und Jugendstil.

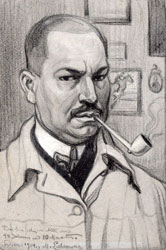
Selbstporträt

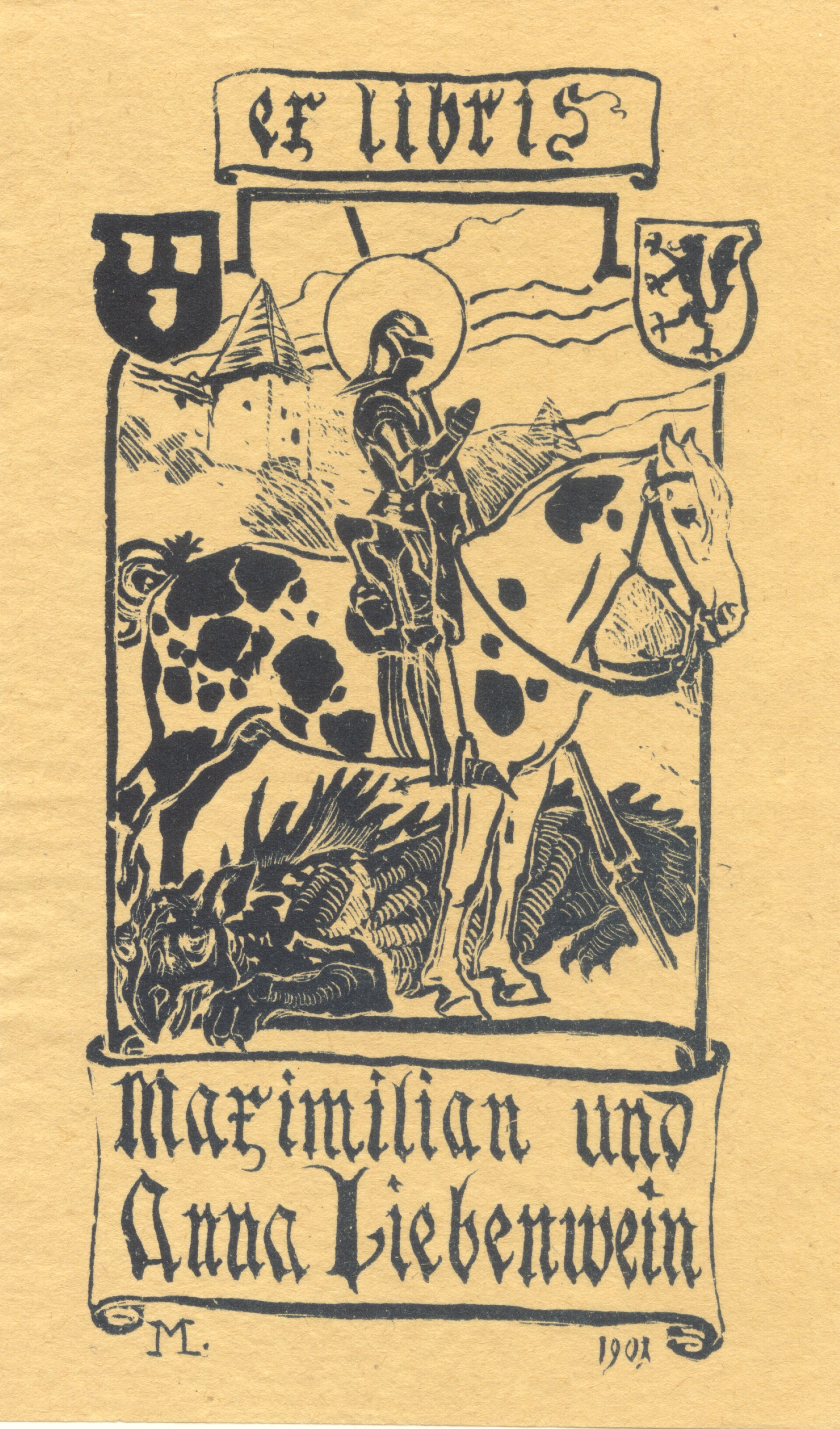
Exlibris von Maximilian und Anna Liebenwein

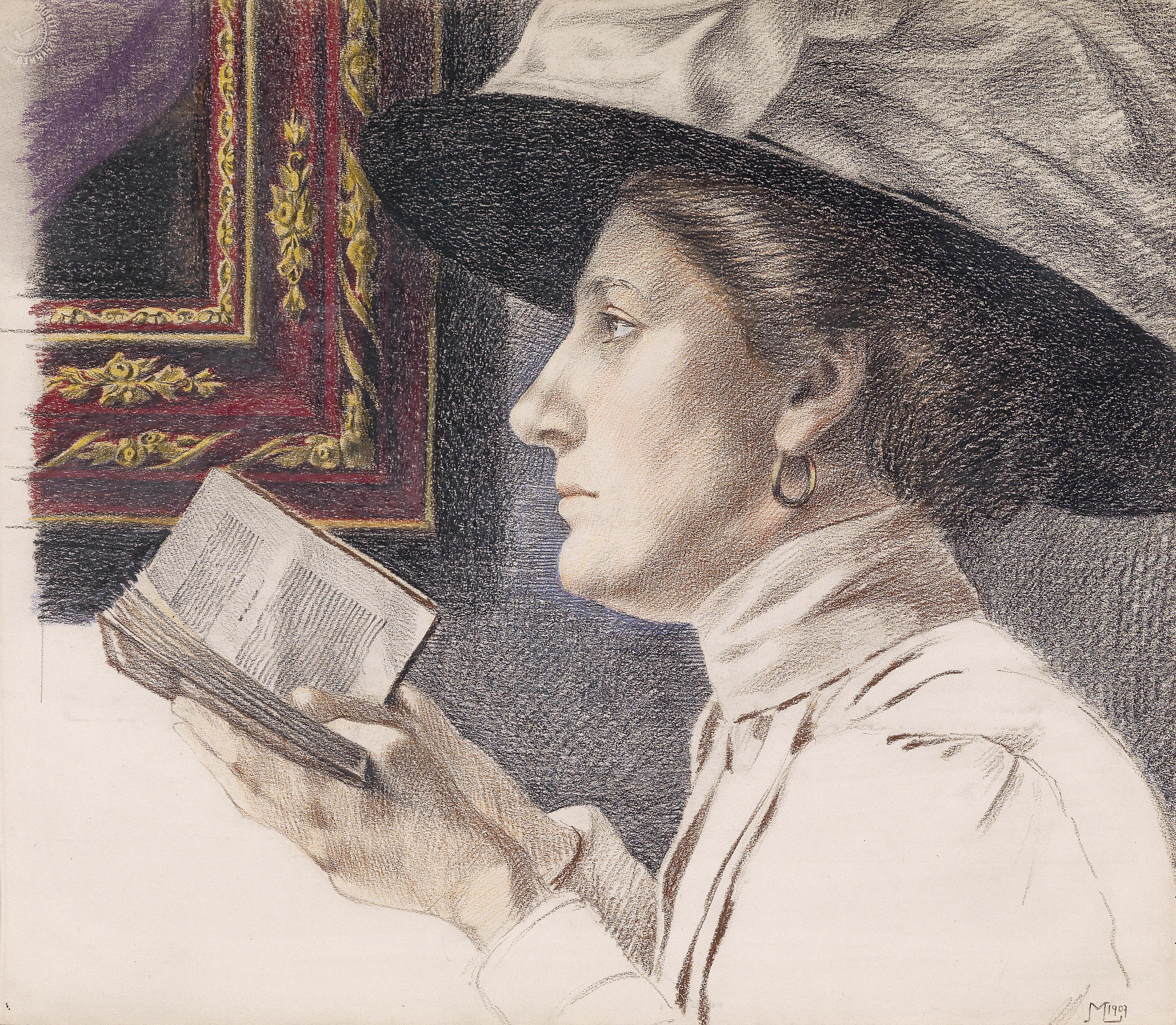
Porträt einer Dame, ein Buch lesend, 1907

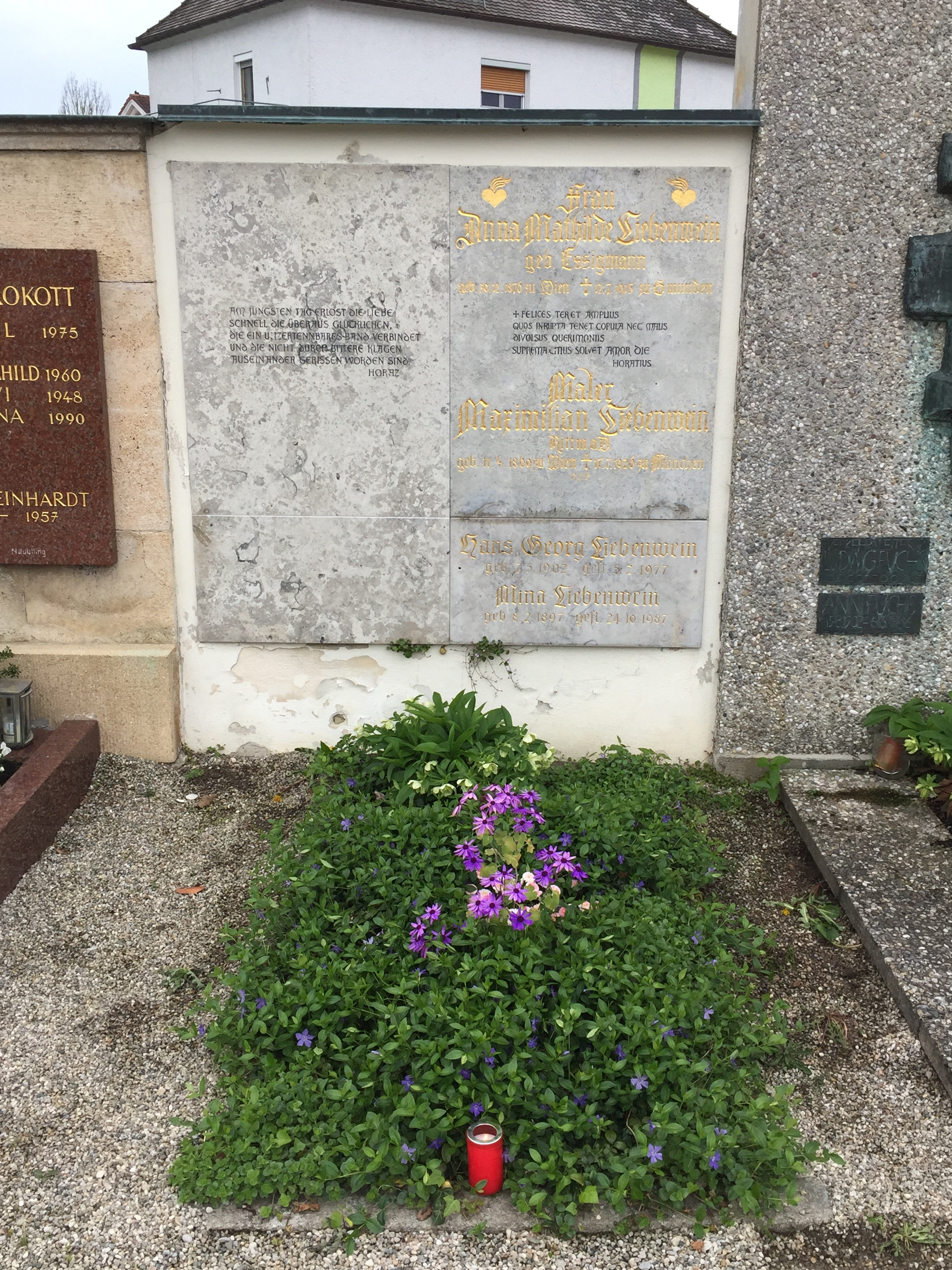
Grab der Familie Liebenwein

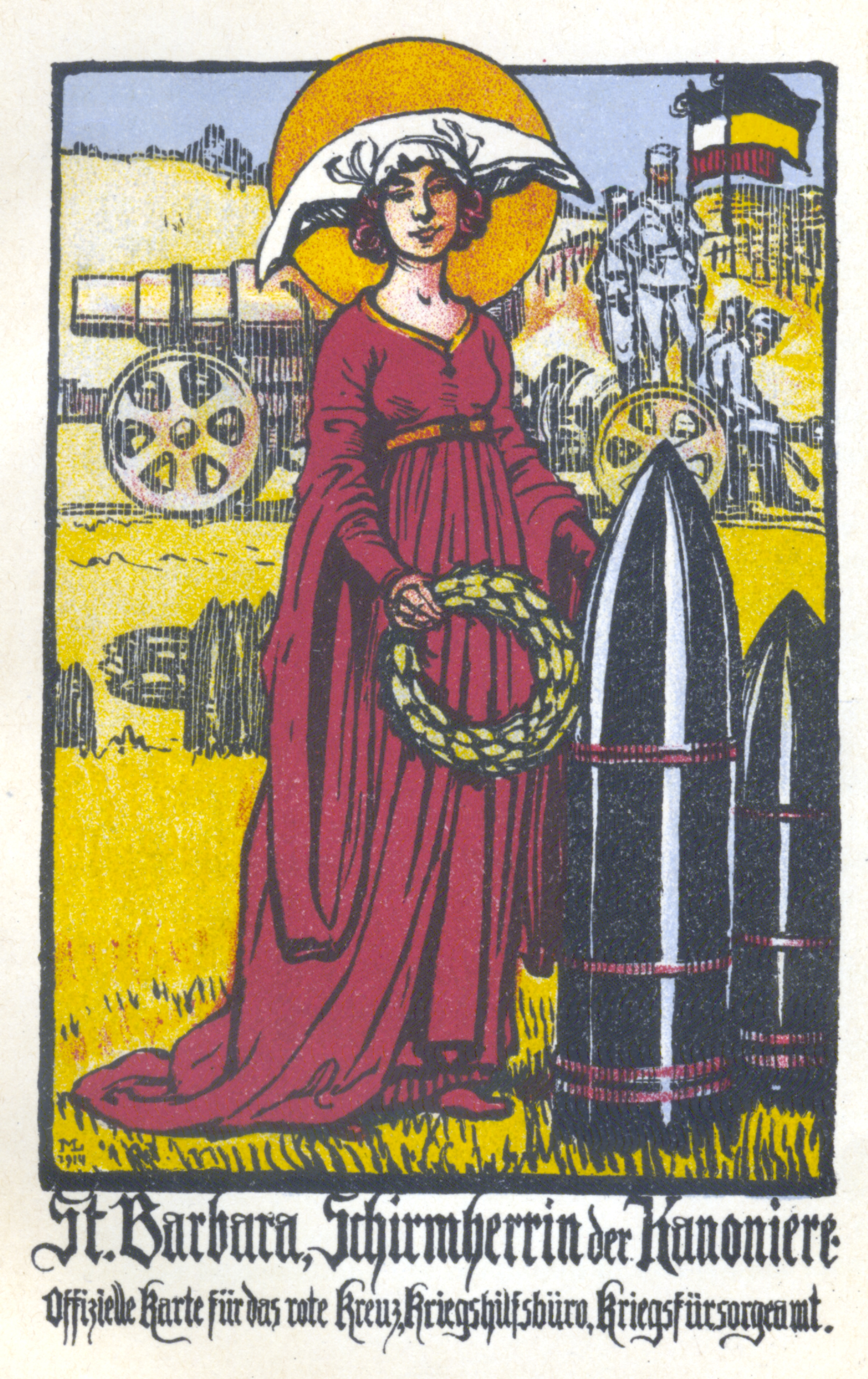
Kriegsfürsorgekarte St. Barbara, Schirmherrin der Kanoniere

## Leben
Der Großvater des Malers war ein Leibkammerdiener Kaiser Franz Josephs, sein Onkel Gerichtsmediziner und Gutachter in der Tragödie von Mayerling. Maximilian Liebenwein besuchte das Wiener Schottengymnasium und 1887–1891 an der Wiener Akademie die allgemeine Malschule bei Julius Victor Berger und das Historienfach bei Josef Mathias Trenkwald, dann wechselte er nach Karlsruhe zu Caspar Ritter und Heinrich Zügel, dessen Meisterschüler er 1895–1897 in München war. Ab 1897 lebte er als selbständiger Maler in München, 1899 übersiedelte er in einen Turm der Burg von Burghausen/Salzach, den er als Gesamtkunstwerk ausstattete. Damals fand er die für ihn charakteristische Form des Jugendstils.
1900 war er Preisträger eines Preisausschreibens von Ludwig Stollwerck um Entwürfe für ein Stollwerck-Sammelalbum. Weitere Preisträger waren Fritz Helmuth Ehmcke aus Berlin, Ernst Neumann aus München, Adolf Höfer und Walter Püttner aus München und Karl Hölle aus Hamburg. Die Preisrichter waren die Professoren Emil Doepler d. J., Woldemar Friedrich, Bruno Schmitz und Franz Skarbina aus Berlin sowie ein Teilhaber der Firma Stollwerck.
1900 wurde er Mitglied der Wiener Sezession, 1912 deren Vizepräsident. 1904 trat er dem deutschen Künstlerbund in Weimar bei, 1909 der Luitpold-Gruppe in München. 1907/08 schuf er den „Liebenweinfries“ der Linzer Sparkasse, 1909 erhielt er die Goldene Staatsmedaille in Graz. Damals übersiedelte er nach Wien, wo er bis 1914 eine (auch für Frauen zugängliche) Malschule betrieb. Er verbrachte die Sommer aber weiterhin in Burghausen, wo er ab 1921 ständig lebte. 1910 stattete er einen Saal der Ersten Internationalen Jagdausstellung in Wien mit Monumentalgemälden aus. 1915–1918 nahm er als Offizier am Ersten Weltkrieg teil, wobei viele Zeichnungen und 54 Skizzenbücher entstanden. 1919–1925 schuf er einen großen Zyklus des Marienlebens. 1923 gehörte er ebenso wie Alfred Kubin zu den Gründungsmitgliedern der Innviertler Künstlergilde. Er starb 1926 in München und wurde auf dem Burghauser Friedhof (Grabnummer: Wandgrab W39) beerdigt.

## Werke
- Reiterin, 1895 (Linz, Stadtmuseum Nordico), Öl auf Leinwand, 75,5 × 99,5 cm
- Parzival, 1899 (Privatbesitz), Tempera auf Karton, 82,5 × 135 cm (mit Originalrahmen des Künstlers)
- St. Genofefa, St. Hubertus, St. Margaretha, St. Martinus, 1900 (Privatbesitz, Wienmuseum, unbekannter Besitz), Tempera auf Karton, je 60 × 75 cm
- Wandmalerei-Zyklus, 1899 (Burghausen, Burg, Liebenweinturm) Kaseinmalerei auf Putz Möbel für den Liebenwein-Turm, 1901, teilweise in Privatbesitz erhalten
- Die Gänsemagd, Märchenzyklus in 9 Bildern, Tempera auf Karton, je 75 × 60 cm, verschollen
- St. Jörg, eine fromme Maere, 1904 (Privatbesitz), Tempera auf Papier und Karton, je 89,5 × 69,5 cm
- Dornröschen, Märchenzyklus in 7 Bildern, 1905, Tempera auf Karton, je 75 × 110 cm, verschollen
- Das Rosenwunder der hl. Elisabeth, 1905 (Privatbesitz), 74,5 × 59,2 cm
- König Drosselbart. Märchenzyklus in 7 Bildern, 1905/06, Tempera auf Karton, je 75 × 75 bzw. 75 × 110 cm verschollen
- Der verrufene Weiher, 1907 (Privatbesitz), 59,5 × 74,8 cm
- Großer Fries im Festsaal der Linzer Sparkasse, 1907/08, Mischtechnik, Neun Teile, je 94,4 × 174 bzw. 94,5 × 217/219 bzw. 84,5 × 283 cm
- Giselhers Verlobung in Bechelaren, 1909 (Privatbesitz) 3 Teile, 135 × 115 bzw. 125 × 282 cm
- Jagdzyklus, 1910 (Privatbesitz), 3 Teile, Öl auf Leinwand, 257 × 120, 264 × 542 und 264 × 427 cm
- Roland der Schildträger, Wandmalereien im Rittersaal von Burg Moosham im Lungau, nur Entwürfe erhalten, Tempera auf Papier, je 27,5 × 125 bzw. 160,5 cm
- Europa, 1913 (Privatbesitz), Öltempera auf Leinwand, 191 × 251 cm[4]
- Eva im Paradies, 1914 (Privatbesitz), Öl auf Leinwand, 246 × 144,5 cm
- Marienleben, Zwölfteiliger Zyklus, 1925 (Kloster der Franziskanerinnen von Vöcklabruck), Tempera auf Karton, je 62 × 77 bzw. 104,5 cm
- St. Hubertus, Dreiteiliger Zyklus, 1926 (Privatbesitz), Tempera auf Karton, 100 × 75 bzw. 100 × 120 cm
- Zahlreiche Plakate, Buchillustrationen, Zeichnungen und Exlibris